# Istituto di Tecnologia dell'Eritrea
L'Istituto di Tecnologia dell'Eritrea (in inglese Eritrea Institute of Technology, da cui la sigla EIT) è un istituto politecnico eritreo. È situato nella città di Mai Nefhi, nella Regione Centrale, svariati chilometri a sud-ovest della capitale Asmara ed è il principale istituto di studi superiori in scienze, ingegneria e formazione del paese.

## Storia
La fondazione, avvenuta dopo la chiusura dell'Università di Asmara, secondo il governo era finalizzata a raggiungere un'equa distribuzione di enti per l'istruzione superiore in zone lontane dalla capitale Asmara e istituti simili sono stati aperti o stanno per aprirsi in altre parti del paese.
La richiesta di iscrizioni sono aumentate a seguito di tali aperture.
L'Istituto iniziò la sua attività l'anno accademico 2003-2004 con circa 5.500 studenti ed il numero dei laureati è costantemente in aumento.

## Struttura
È costituito da tre collegi: 
- Scienze
- Ingegneria e tecnologia
- Formazione

Il numero di docenti aumenta ogni anno e le strutture dell'EIT vengono aggiornate. I fondi per l'EIT arrivano da donazioni volontarie ma parte dei finanziamenti sono previsti anche dal Ministero della Pubblica Istruzione eritreo.